# Thaumastogarypus transvaalensis
Espèce
Thaumastogarypus transvaalensis est une espèce de pseudoscorpions de la famille des Garypidae.

## Distribution
Cette espèce est endémique d'Afrique du Sud. Elle se rencontre dans le parc national Kruger.

## Étymologie
Son nom d'espèce, composé de transvaal et du suffixe latin -ensis, « qui vit dans, qui habite », lui a été donné en référence au lieu de sa découverte, le Transvaal.

## Publication originale
- Beier, 1955 : Pseudoscorpionidea. South African animal life. Results of the Lund Expedition in 1950-1951, Almquist and Wiksell, Stockholm, vol. 1, p. 263-328.